# Thom Yorke
Thomas Edward Yorke (Wellingborough (Northamptonshire), 7 oktober 1968) is een Engelse muzikant, bekend als leadzanger van de band Radiohead. Hij heeft ook als soloartiest de albums The Eraser, Tomorrow's Modern Boxes, Suspiria en Anima uitgebracht. Hij heeft voor The Eraser met veel andere artiesten samengewerkt. Yorke speelt vooral elektrische gitaar, akoestische gitaar en piano, maar soms ook drums en basgitaar (op de albums Kid A en Amnesiac). Yorke is tevens een elektronisch muzikant; The Eraser was zwaar beïnvloed door elektronische muziek. In 2005 werd Yorke een ambassadeur voor Friends of the Earth en hun campagne om de uitstoot van broeikasgassen tegen te gaan, The Big Ask.

## Biografie
Als kind onderging Yorke zeven grote operaties aan zijn linkeroog, dat sinds zijn geboorte al verlamd was. Hij heeft aangegeven dat de laatste operatie mislukte, waardoor dat oog nu aan ptosis lijdt.
Yorkes familie leefde in Oxfordshire; zijn vader was een verkoper van chemische apparatuur, en was daardoor geregeld van huis. Yorke ontving zijn eerste gitaar op zevenjarige leeftijd, geïnspireerd door een televisieoptreden van Brian May. In 1985 zag hij Siouxsie Sioux in Oxford; een inspiratie om een performer te worden. Zijn eerste liedje, “Mushroom Cloud”, ging over een nucleaire ontploffing, en op zijn tiende zat Yorke in zijn eerste band. Hij ging naar jongensschool in Abingdon, waar hij zijn toekomstige bandleden Ed O'Brien, Phil Selway, Colin Greenwood en Jonny Greenwood ontmoette.
De band werd On A Friday genoemd, aangezien vrijdag de enige dag was waarop de bandleden mochten repeteren. In de eerste samenstelling speelde Yorke gitaar naast het zingen, en schreef hij ook de meeste teksten. Yorke, over muzikale invloeden op hem als schooljongen: “School was verdraaglijk voor me, omdat de muzieklokalen zich gescheiden van de school bevonden, waar ik na school vaak lang ben blijven hangen.” De mentor van de band op school was de muziekleraar, Terence Gilmore-James, die volgens de bandleden de enige was die hen stimuleerde. Colin Greenwood: “Toen we begonnen, was het heel belangrijk dat hij ons steunde, want de directeur keek niet naar ons om. De man stuurde ons zelfs een rekening, ons beschuldigend omdat we op een zondag in een lokaal hadden geoefend.”
Terwijl hij op de Universiteit van Exeter Fine Art en Engels studeerde, werkte Yorke als dj tijdens Guild Nights in de Lemon Grove en speelde hij kort samen met de bands Headless Chickens en Flickernoise. Ook werkte hij bij een Algemeen Psychiatrisch Ziekenhuis. In zijn tweede jaar hield Yorke zich veel bezig met de Apple Macintosh, de nieuw aangeschafte computers, en ontmoette hij Stanley Donwood, een artiest die vanaf 1994 vaak zou meewerken aan vormgeving van Radioheads singles en albums. Yorke gebruikt vaak zijn alias (The White Chocolate Farm, Tchock) als hij met Donwood samenwerkt. Samen won het duo in 2002 een Grammy voor beste vormgeving.
In 1987 raakten Yorke en zijn vriendin betrokken bij een auto-ongeluk. Hijzelf bleef ongedeerd, maar zijn vriendin liep een whiplash op. Dit veroorzaakte Yorkes fobie voor auto’s, waarover hij later schreef in Radiohead-nummers als Airbag, Killer Cars, Stupid Car en Drunkk Machine. On A Friday kwam in 1991 weer samen, toen de leden hun studies afrondden. Yorke had intussen een baan als verkoper in een kledingwinkel. On A Friday tekende bij platenmaatschappij Parlophone en nam Radiohead als nieuwe naam, naar een nummer van het Talking Heads-album True Stories.

### Privé
Yorke was langdurig gelieerd met de kunstenares Rachel Owen, met wie hij twee kinderen heeft (Noah en Agnes). Rachel overleed in 2016 aan kanker. 
Hij is vegetariër en heeft zich politiek uitgesproken voor diverse linkse en groene ideeën en organisaties.

## Muzikaal
Als zanger staat Yorke vooral bekend om zijn kenmerkende falsetstem (Fake Plastic Trees, Reckoner, Like Spinning Plates) en vermogen om hoge noten te bereiken en vast te houden (You, Creep, Street Spirit (Fade Out), Exit Music (For a Film), Nude). Tijdens de opnames van The Bends in 1994 zag de band Jeff Buckley live, en Yorke zei later dat het concert directe invloed had op zijn zangpartij in Fake Plastic Trees. Hij zegt zelf: "Het irriteert me hoe mooi mijn stem is… hoe beleefd het kan klinken wanneer wat ik zing misschien wel heel zuur is." Hij heeft vaak andere stijlen van zang opgenomen, zoals agressief schreeuwen in het midden van Paranoid Android en een soort van rap in Myxomatosis en A Wolf at the Door van het album Hail to the Thief.
Naast zijn zang en het schrijven van teksten, bevatten Yorkes muzikale bijdragen aan Radiohead gitaar, akoestisch en elektrisch (vooral ritmisch, met Jonny Greenwood als lead) en piano (inclusief Rhodes, vooral in Kid A). Hij speelt ook soms basgitaar (de baslijn van The National Anthem is door hem opgenomen) en drums; in 2006 deed hij samen met drummer Phil Selway de percussie bij het nummer Bangers & Mash.
Yorke heeft zoals de meeste leden van Radiohead nooit geleerd noten te lezen. Hij zei: “Als iemand me een blad voorlegt met noten, is het nietszeggend… want voor mij kan je de ritmes zo nooit goed uitdragen. Het is een zeer ineffectieve manier, dus ik heb nooit echt mijn best gedaan om het te leren.” In interviews heeft Yorke soms zijn kwaliteiten getoond op zowel gitaar als piano; hij speelt bijna geen gitaarsolo’s, en hij maakte een grap over zijn simpele gitaarspel in Bishop’s Robes. Yorke vertelde dat hij na OK Computer een babyvleugel had gekocht en begon met het schrijven van liedjes. Hij zei: “Ik ben zo’n verschrikkelijke pianospeler. Ik herinner me een interview met Tom Waits, waarin hij zegt dat zijn onkunde met de instrumenten die hij bespeelt, het enige is wat hem stimuleert als songwriter. Alles is dus een nieuwigheid. Dat is een van de redenen waarom ik me interesseerde in computers en synthesizers, omdat ik niet begreep hoe ze werkten.”
Sinds Kid A hebben Radiohead, en vooral Yorke, veel elementen van elektronische muziek in hun werk gevoegd. Tijdens een radioprogramma in 2003 ter promotie van Hail to the Thief, zei Yorke dat hij liever een nummer zou schrijven met alleen een computer dan met enkel een gitaar. Voor zijn solo-cd The Eraser gebruikte hij piano en gitaar, maar het album was vooral rond samples gebouwd.
In interviews heeft Yorke verscheidene muzikale invloeden genoemd, van jazzcomponist en bassist Charles Mingus tot Neil Young, zanger Scott Walker, Aphex Twin, Autechre en Krautrock-band Can. Eerdere invloeden van Radiohead en Yorke zijn Joy Division, Magazine, Elvis Costello, The Smiths, Siouxsie and the Banshees en Sonic Youth. In 2004, tijdens het Coachella Valley Music and Art Festival, zei Yorke tegen het publiek: “Toen ik op school zat, hebben de Pixies en R.E.M. mijn leven veranderd". Ook heeft hij beide bands vaak als voorbeelden genoemd.

### Solo projecten
Al tijdens de jaren 90 deed Yorke tussen zijn successen met Radiohead door af en toe solo projecten. De bekendste hiervan is wellicht de samenwerking met de Britse alternatieve popband Drugstore. In 1998 brachten ze het nummer El President uit waarop Yorkes typische zang te horen is. Het nummer behaalde een top 20 notering in het Verenigd Koninkrijk, maar behaalde niet de Nederlandse Top 40. In 2000 was Yorke samen met PJ Harvey te horen in het nummer This mess where in.
Zijn eerste soloalbum genaamd The Eraser kwam in Nederland uit 0p 7 juli 2006. De productie is, net zoals bij verschillende albums van Radiohead, gedaan door Nigel Godrich. Stanley Donwood, de huisartiest van Radiohead, nam het artwork voor zijn rekening. Het album is uitgebracht op het indie-label XL Recordings.
Yorke gebruikte voor het album enkel een laptop en akoestische gitaar. Hij haalde vooral inspiratie en materiaal uit de muziek-database van Radiohead, die vol ongebruikte opnames zit. Hij bewerkte die opnames op laptop en voegde er hier en daar gitaar aan toe. Door deze ongebruikte Radiohead-opnames te recycleren wil Yorke zelf niet van een soloalbum horen. Zonder de hulp van de andere Radiohead-leden en Nigel Godrich was het album er nooit gekomen, oppert hij. In 2009 is een remixed-versie van zijn soloalbum The Eraser uitgekomen, getiteld The Eraser Rmxd.
Op 26 september 2014 bracht Yorke zijn tweede soloalbum uit, getiteld Tomorrow's Modern Boxes. Hij is een van de eerste bekende artiesten die gebruikmaakt van een nieuw distributieplatform dat gebruikmaakt van het BitTorrent protocol om het album uit te brengen.
In 28 juni 2019 is Anima verschenen, het derde soloalbum van Yorke.  
| Album met eventuele hitnotering(en) in de Nederlandse Album Top 100 | Datum van verschijnen | Datum van binnenkomst | Hoogste positie | Aantal weken | Opmerkingen |
| ------------------------------------------------------------------- | --------------------- | --------------------- | --------------- | ------------ | ----------- |
| The Eraser                                                          | juli 2006             | 16 juli 2006          | 18              | 11           |             |
| Tomorrow's Modern Boxes                                             | september 2014        | -                     | -               | -            |             |

- Bibsys: 10020703
- Biblioteca Nacional de España: XX6062599
- Bibliothèque nationale de France: cb14017285c (data)
- Gemeinsame Normdatei: 13546966X
- International Standard Name Identifier: 0000 0001 1444 1825
- Library of Congress Control Number: no2001079376
- Nationale Bibliotheek van Letland: 000334665
- MusicBrainz: 8ed2e0b3-aa4c-4e13-bec3-dc7393ed4d6b
- Nationale Bibliotheek van Tsjechië: ola2002151811
- Nationale Bibliotheek van Israël: 987007315327505171
- Nederlandse Thesaurus van Auteursnamen: 297386263
- Réseau des bibliothèques de Suisse occidentale: 02-A012842799
- Système universitaire de documentation: 160841224
- Virtual International Authority File: 52905497
- WorldCat: E39PBJkhFDgrDcq4W3xfv4dmh3